# 二酉山
二酉山，也稱二酉，是大酉山和小酉山的合稱，現位於中國湖南省懷化市沅陵县，此地亦是酉水、酉溪二水合流之處。
相傳上古時期黃帝曾於此處藏書。秦始皇焚書坑儒時，博士伏勝偷運禁書五車，藏於山半石洞，直至秦亡，才拿出來獻給漢高祖劉邦，終於保住春秋諸子百家不致斷絕。此後二酉山為歷代知識經典的薈萃之地，先後有諸多進士至此開壇講學。此地亦成為中國文化中的一個典故，司馬遷《報任安書》中“藏之名山，傳之其人”便指的此處。